# Cascada informativa
En economía, una cascada informativa es la valoración (por ejemplo, de una oportunidad de inversión) basada en lo que hacen otras personas, lo cual se basa a su vez en la que han hecho otros. La primera definición de este fenómeno afirma que una cascada informativa sucede cuando la información implícita en las decisiones de predecesores es tan concluyente que un seguidor racional la imitará incondicionalmente, sin importar las informaciones de otras fuentes.
Las cascadas informativas tienen un claro componente de psicología social: la conformidad localizada. Normalmente, están envueltas en la formación de una multitud o cola. Sin embargo, dado que las cascadas normalmente están basadas en muy poca información, pueden ser fácilmente revertidas.
Bajo supuestos de racionalidad del comportamiento de los otros agentes económicos que han tomado una decisión, una burbuja puede ser racional, dado que si los inversores que se encuentran al principio de la cadena obtuvieron realmente información favorable y basaron sus decisiones en ella, la ganancia que espera obtener un inversor que se encuentra más adelante en la cadena será positiva